# Phoebastria albatrus
L'albatro codacorta o di Steller (Phoebastria albatrus Pallas, 1769) è un raro uccello marino del Pacifico settentrionale. Sebbene sia imparentato con gli altri albatri del Pacifico settentrionale, mostra anche caratteristiche comportamentali e morfologiche tipiche degli albatri dell'Oceano Australe. È stato descritto per la prima volta dal naturalista tedesco Peter Simon Pallas sulla base di spoglie raccolte dall'intrepido Georg Wilhelm Steller (da cui deriva uno dei nomi comuni di questa specie). Un tempo comune, è stato portato sulla soglia dell'estinzione dal commercio delle piume, ma grazie ad un'accurata protezione il suo numero è recentemente aumentato.

## Descrizione
È un uccello di notevoli dimensioni, con un'apertura alare di 213–237 cm, una lunghezza di 84–94 cm e un peso di 4,3 kg, sebbene alcuni esemplari possano raggiungere anche gli 8,5 kg. Si distingue dalle altre due specie di albatro con cui condivide l'areale, quello di Laysan e quello piedineri, per le maggiori dimensioni ed il becco rosa (con l'estremità bluastra), oltre che per alcuni dettagli del piumaggio. Contrariamente al nome, la coda non è più breve di quella delle specie suddette ed è inoltre più lunga di quella dell'altro membro del genere Phoebastria, l'albatro vermicolato. Il piumaggio degli adulti è tutto bianco, con le ali nere e la testa macchiata di giallo. I giovani sono completamente bruni.

## Distribuzione
L'albatro codacorta nidifica oggigiorno solamente sulle isole giapponesi di Tori Shima e di Minami Kojima, rispettivamente negli arcipelaghi delle Izu e delle Senkaku. È diffuso in tutto il Pacifico settentrionale, soprattutto nel Mare di Bering, dove viene avvistata attualmente la maggior parte degli esemplari, ma si spinge anche ad est fino alla California. Torishima è sempre stato il luogo prediletto per la nidificazione, ma in passato quest'albatro nidificava anche sulle isole a nord di Taiwan, come le Isole Bonin. Andando più indietro nel tempo, i fossili appartenenti ad albatri del Pleistocene medio ritrovati alle Bermuda e nella Carolina del Nord sono stati attribuiti a stretti parenti di questa specie.

## Conservazione
L'albatro codacorta ha corso un gravissimo rischio di estinzione. Nella seconda metà del XIX secolo è stato cacciato su scala quasi industriale e ne vennero uccisi 10 milioni di esemplari. A partire dagli anni '30 l'unica popolazione rimasta era quella di Torishima, ma il Governo giapponese mise al bando la caccia solo nel 1933, tanto che l'albatro smise di riprodursi sull'isola. A questo punto la specie era sull'orlo dell'estinzione e con lo scoppio della seconda guerra mondiale ulteriori ricerche divennero impossibili. Nel 1949 un ricercatore statunitense giunto sull'isola lo dichiarò estinto, ma negli anni successivi ne venne avvistata in mare aperto una cinquantina di esemplari, per lo più giovani (tutti gli albatri raggiungono la maturità sessuale dopo un lungo periodo e tornano alla colonia natale solo dopo molti anni). Quando questi esemplari tornarono sull'isola vennero protetti con particolare attenzione e nel 1954 venne deposto il primo uovo. Dopo aver scoperto che altre specie di albatro si inducono a riprodursi se poste in gruppo, sull'isola venne posizionata una grande varietà di richiami. Da allora, grazie alle misure di protezione, il numero di questi uccelli è aumentato notevolmente, tanto che nel 2003 se ne contavano 1840 esemplari.